# LaSexta3
laSexta3 est une chaîne de télévision espagnole du groupe Atresmedia ayant émis entre 2010 et 2014.

## Histoire de la chaîne
Après l'extinction de l'analogique en Espagne, les principaux groupes de télévision se sont fait offrir plusieurs canaux. Le groupe Gestora de Inversiones Audiovisuales La Sexta a choisi de créer laSexta2 et laSexta3.
Le 28 février 2011, la chaîne est redéfinie et avec le surnom Todo Cine (Tout film), elle change sa programmation de séries pour des films devenant ainsi la première chaîne gratuite diffusant exclusivement des films en Espagne.

## Slogans
- 2010 : Ficción
- 2011 : Todo Cine / El Primer Canal de Cine en Abierto
- 2011 : Todo Cine

## Programmes
La programmation de laSexta3 est composé de séries et de films.